# Xiazhi (köpinghuvudort i Kina, Zhejiang Sheng, lat 29,76, long 122,24)
Xiazhi är en köpinghuvudort i Kina. Den ligger i provinsen Zhejiang, i den östra delen av landet, omkring 210 kilometer öster om provinshuvudstaden Hangzhou. Antalet invånare är 13 111. Befolkningen består av 6 221 kvinnor och 6 890 män. Barn under 15 år utgör 5,0 %, vuxna 15-64 år 72 %, och äldre över 65 år 22,0 %.
Närmaste större samhälle är Liuheng, 12,3 km väster om Xiazhi. 
Genomsnittlig årsnederbörd är 1 783 millimeter. Den regnigaste månaden är juni, med i genomsnitt 312 mm nederbörd, och den torraste är januari, med 53 mm nederbörd.